# Notopteris
Genre
Notopteris est un genre de mammifères chiroptères (chauves-souris).

## Liste des espèces
Selon Catalogue of Life (1er juin 2024) et ITIS (2 nov. 2011) :
- Notopteris macdonaldi Gray, 1859
- Notopteris neocaledonica Trouessart, 1908